# Robsonius rabori
La ratina de Rabor (Robsonius rabori) es una especie de ave paseriforme de la familia Locustellidae endémica del norte de Filipinas.  

## Descripción
Los adultos de ratina de Rabor miden entre 20–22  cm de largo. Tiene las patas largas, debido a sus hábitos terrestres, y su pico también es largo. Sus partes superiores son de color castaño, con los costados y partes inferiores grises, salvo la garganta y vientre que son de color blanco. Además presenta bigoteras negras y moteado negro en la parte superior del pecho. Las puntas de las plumas de las coberteras de las alas son blancas lo que le proporciona un moteado blanco en la parte superior de las alas. Su canto es agudo y suele durar entre 1,6 y 2,2 segundos.

## Taxonomía
Fueron descubiertas en 1959 en una expedición liderada por D.S. Rabor. Realizaban censos a pie de dos kilómetros y registraban todos los cantos que detectaban. Inicialmente descubrieron dos variedades de ratinas, la actualmente denominada ratina de Rabor (Robsonius rabori) y la ratina de Rand (Robsonius sorsogonensis). La última fue avistada más tarde en 1961. La diferencia entre ambas son principalmente de coloración y distribución geográfica. Originalmente ambas fueron clasificadas en el género Nathopera, porque se pensó que estaban emparentadas cercanamente con las ratinas del sudeste asiático. Posteriormente fueron unificadas en una sola especie, pero posteriores pruebas morfológicas, observaciones etológicas y otros estudios filogenéticos llevaron a volverlas a separar en dos especies y clasificarlas en su propio género, Robsonius, dentro de la familia Timaliidae. En 2013 se descubrió una nueva especie, la ratina de Sierra Madre (Robsonius thompsoni). Finalmente tras estudios genéticos el género se reubicó en la familia Locustellidae.

## Comportamiento

### Alimentación
La dieta de la ratina de Rabor se compone principalmente de invertebrados. Suele observarse en el suelo del bosque buscando presas bajo la hojaraca.

### Reproducción
Se sabe poco de su reproducción. Sus nidos se encuentran principalmente entre principalmente en acantilados rocosos, y están hechos de palitos verdes, ramas y hojas. El nido está cubierto y tiene una entrada lateral. La cubierta se mantiene con palitos clavados entre las rocas y barro alrededor.

## Distribución
Se encuentra únicamente en el norte de la isla de Luzón, en el norte de la Cordillera Central. Suele permanecer en los bosques húmedos tropicales de tierras hasta los 1300 metros de altitud.